# ルリタニアン・ロマンス
ルリタニアン・ロマンス（英: Ruritanian romance）は、架空の国を舞台としたフィクションのジャンルで、特に名前の由来となった『ゼンダ城の虜』を筆頭に中東欧の架空の国を舞台にしたものを指すことが多い。このような物語は典型的にはその国の支配階級を中心としたロマンスと陰謀の物語である。また名誉、忠誠、愛のテーマが主流であり、作品はしばしば皇位簒奪または独裁政権からの正当な政権の回復を特徴としている。

## ジャンルの歴史
架空の王国の王族についてのロマンチックな物語は、例えばロバート・ルイス・スティーブンソンのオットー王子(1885)などが一般的だった。アンソニー・ホープの『ゼンダ城の虜』(1894年)が人気になるとステレオタイプが確立し、ジョージ・バー・マカッチョンのグラウスターク (1901-27)やフランシス・ホジソン・バーネットの『失われた王子』(1915)、エドガー・ライス・バロウズの『ルータ王国の危機』(1914)、等といった類似作が書かれた 。 1938-39年の『タンタンの冒険　オトカル王の杖』はロマンス要素を無くしたが、シルダビアの王を捨てる陰謀を企てる冒険である。文学評論家のジョン・サザーランドは、エリック・アンブラーは1939年の小説『ディミトリオスの仮面』でルリタニアロマンスを「最高の状態」に持ち込んだと言う。アンブラーの最初の小説、『ダークフロンティア』(1936)は、架空のバルカン諸国イクサニアを舞台にした。 
このジャンルの作品は広く模倣され、パロディにもされた。ジョージ・バーナード・ショーの『腕と男』(1894)はルリタニアのロマンスの多くの要素をパロディにした。ドロシー・セイヤーズの『彼のカーケースを持って』(1932年)は、王室の祖先への愚かな信念のために騙されて殺される王族を描いている。マルクス兄弟の映画『我輩はカモである』(1933年)は、破産した国家フレックスニアを舞台にしている。アンタル・ゼルブのオリバー7世(1943)は、自分に対するクーデターを企て、普通の人の生活を体験するためにヴェネツィアに逃げる架空の中央ヨーロッパ国家の君主を描いている。同様に、チャーリー・チャップリンの『ニューヨークの王様』(1957)は、イゴール・シャードフ王が東ヨーロッパの国エストロビアの革命によって打倒され、ニューヨークに亡命することから始まる。風刺『轟音を立てたネズミ』(1955年)では、グランドフェンウィック公国は、アメリカの援助を得るための策略として米国に宣戦布告することによって破産を避けようとする。ウラジーミル・ナボコフの『青白い炎』(1962)では、語り手は、ソ連の支援を受けた革命をロマンチックに脱出した「遠い北の土地」のお忍びの王であるという妄想を持っている。映画『大競走』(1965年)は、ラリードライバーのフェイト教授(ジャック・レモン)がカルパニアの小さな王国の皇太子と瓜二つの容貌であるという話である。
このジャンルの人気は20世紀中盤以降に低下した。文学的嗜好の変化とは別に、ルリタニアロマンスにおける王室主義の要素は、現実世界の東欧において王政国家が消えたことにより記憶から薄れていった。
ジャンルの多くの要素は、ファンタジーの世界、特にマナーファンタジーと代替歴史ものに移植された。 SF作家アンドレ・ノートンは、1934年のルリタニアものの小説『王子の命令』で初めて成功を収めた。 「ルリタニア」はもともと現代の国を呼んでいたが、この考えは歴史小説での使用に適応された。このサブジャンルは、ジェニファー・ブレイクの『ロイヤル・誘惑』とその続編『ロイヤル・パッション』のようなヒストリカルロマンスである。どちらも19世紀に設定され、バルカン半島の架空の国のロルフ王子(後の王)と彼の息子ロデリック王子がそれぞれ登場する。

## 他のフィクション作品のルリタニア的設定
- マーベルコミックスのキャラクター：ビクター・フォン・ドゥームはバルカン半島のラトベリアの絶対君主であり、手ごわいスーパーヴィランであることとルリタニア君主の要素を兼ね備えている。
- ウェス・アンダーソンが脚本・監督を務めた2014年のコメディ映画『グランド・ブダペスト・ホテル』は、戦争の勃発に苦しむヨーロッパ中部の高山国家、ズブロフカの架空の国家を舞台にしている[9]。
- 2015年、ジェームズ・ダンフォード・ウッドの『ジュースとの大陸』は、ヨーロッパの債務危機の後、現代のルリタニア(元ソ連共和国)が倒産するシナリオを想像した。ドイツのメルケル首相による融資を拒否し、同国は観光ドルを稼ぐために、一度滅んだエルファーグ王朝を通じて君主制の復活を検討せざるを得ない[10]。
- アヴラム・デビッドソンのドクター ・エステルハジーの物語は、ルリタニアの特徴を持つ、オーストリア・ハンガリーに似た架空のラムシャックルバルカン帝国を舞台にしている。
- アーシュラ・K・ル・グインは、同時にルリタニアと自然主義的であると特定された「オルシニア」の架空の東ヨーロッパの土地で短編小説と小説の数を設定した[11][12]。
- 宮崎駿のアニメ映画『カリオストロの城』は、リビエラとモナコにインスパイアされた架空のカリオストロの国を舞台にしている[13]。
- オペレッタの『学生王子』は、主人公がバーメイドと恋に落ちハイデルベルク大学に送り出されるカールスベルクの架空の王国の王位継承者を設定している。彼は彼の死にかけている祖父、王に出席するために呼び戻される[14]。
- 『ティンプリンセス』は、架空の中央ヨーロッパのラズカビアを舞台にしたフィリップ・プルマンの1994年の児童小説である[15]。